# Markéta Martínková
Markéta Martínková (* 1976 Opava) je česká biochemička a vysokoškolská učitelka, od roku 2022 prorektorka Univerzity Karlovy.  

## Život
Narodila se v roce 1976 v Opavě. V roce 1999 vystudovala biochemii na Přírodovědecké fakultě Univerzity Karlovy (PřF UK), v roce 2001 v oboru navíc získala po absolvování rigorózní zkoušky titul doktorky přírodních věd a po absolvování doktorského studia v letech 1999 až 2003 také titul Ph.D. Během svého doktorského studia se živila jako vědecká pracovnice Katedry biochemie PřF UK a po získání doktorského titulu působila v letech 2004 až 2006 jako vědecká pracovnice na Univerzitě v Tohoku ve japonském městě Sendai.
Po svém návratu z Japonska působila Martínková od roku 2006 jako odborná asistentka na Katedře biochemie PřF UK. V roce 2013 se v oboru biochemie habilitovala a téhož roku se zároveň stala proděkankou PřF UK pro studium. Ve funkci setrvala do roku 2022, kdy se stala prorektorkou Univerzity Karlovy pro studijní záležitosti. V roce 2015 jí byla udělena cena Studentský velemlok pro nejlepší přednášející.